# Sabugal (freguesia)
Sabugal is een plaats (freguesia) in de Portugese gemeente Sabugal en telt 2800 inwoners (2001).